# Riad (arquitectura)

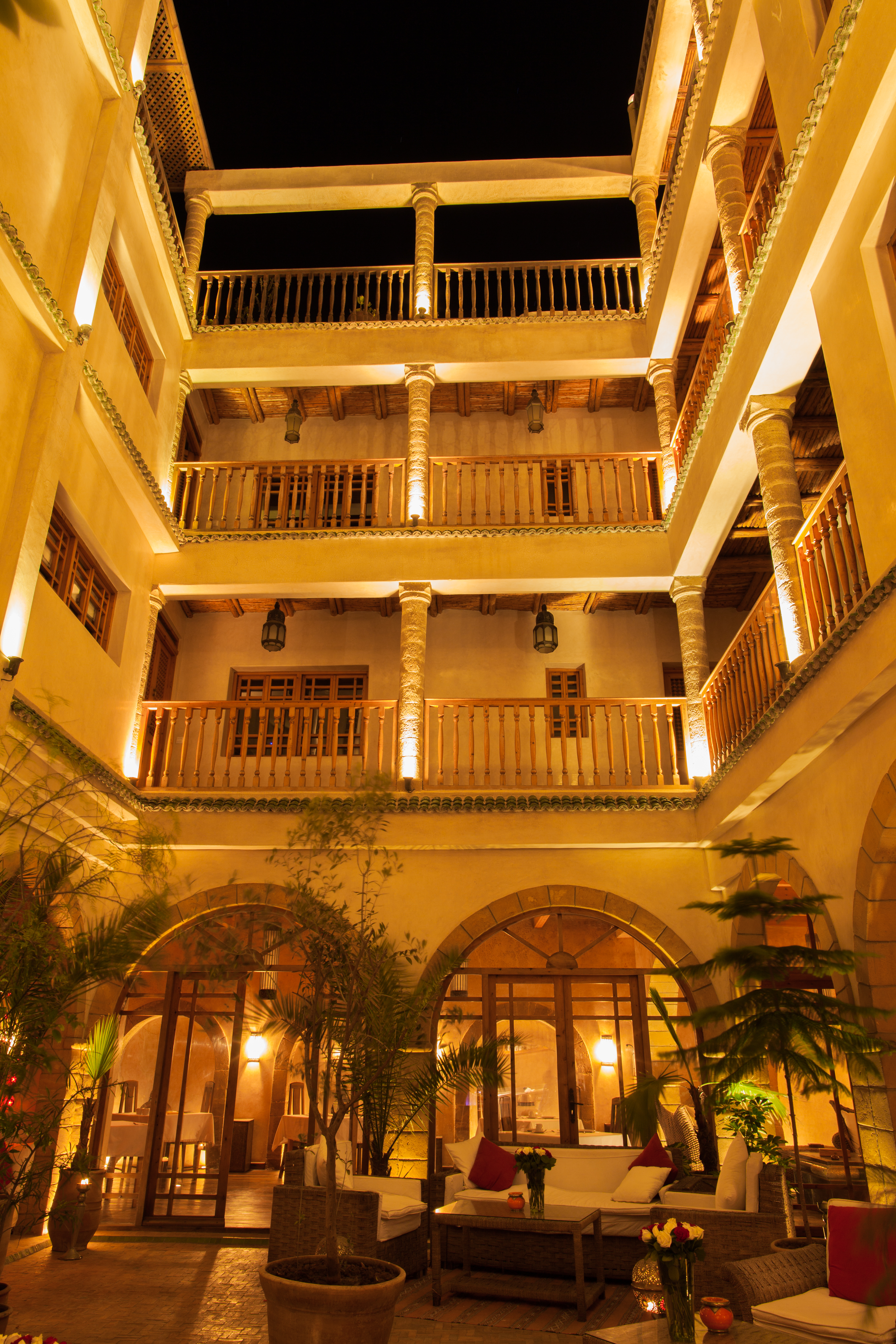
El Riad Chbanate del en Esauira, con cuatro plantas alrededor de un patio con arcos. Este riad fue antiguamente la residencia del qaid de Esauira.

Un riad (en árabe: رياض‎) es un tipo de casa o palacio tradicional marroquí con un jardín o patio interior. Su origen es probablemente el de los jardines persas o antiguos pairi-daeza, difundidos durante el periodo de los califatos islámicos de los que toma su simbolismo.

## Historia

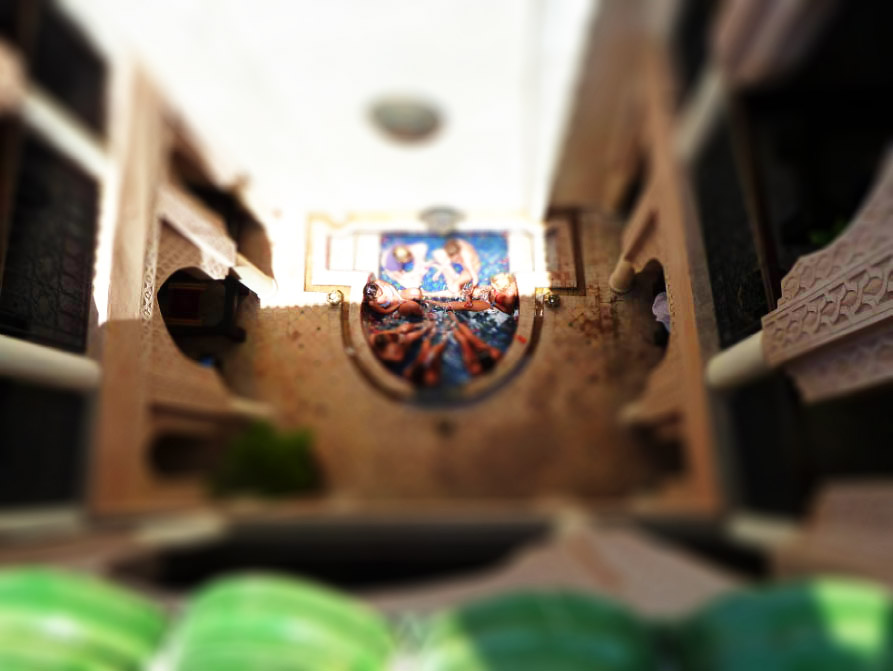
Un lugar para refrescarse en un riad de Marrakech.

La palabra riad proviene del término jardín (en árabe: رياض‎, ryad). La antigua ciudad romana de Volubilis proporciona una referencia para fechar el inicio de la arquitectura de los riad durante la dinastía idrisí. Cuando los almorávides conquistaron España en el siglo XI mandaron artesanos musulmanes, cristianos y judíos de España a Marruecos para trabajar en monumentos.

## Arquitectura
El riad es la casa tradicional marroquí, normalmente con dos o más plantas alrededor de un patio de estilo andaluz que contiene una fuente. Los riads eran las casas señoriales en la ciudad de los ciudadanos más ricos como los comerciantes y cortesanos.
Los riads estaban orientados hacia el interior, lo que proporcionaba privacidad a la familia y protección ante el tiempo de Marruecos. Este enfoque hacia el interior se manifiesta mediante un jardín o patio interior colocado en el centro y la ausencia de grandes ventanas en las paredes exteriores de arcilla o ladrillos de barro. Este principio de diseño se apoyaba en las nociones islámicas de privacidad, y el uso de hiyab por las mujeres. En el jardín central de los riads tradicionales hay a menudo cuatro naranjos o limoneros o una fuente. Las paredes de los riads están adornadas con yeso tadelakt y azulejos zellige, habitualmente con citas del Corán en caligrafía islámica.

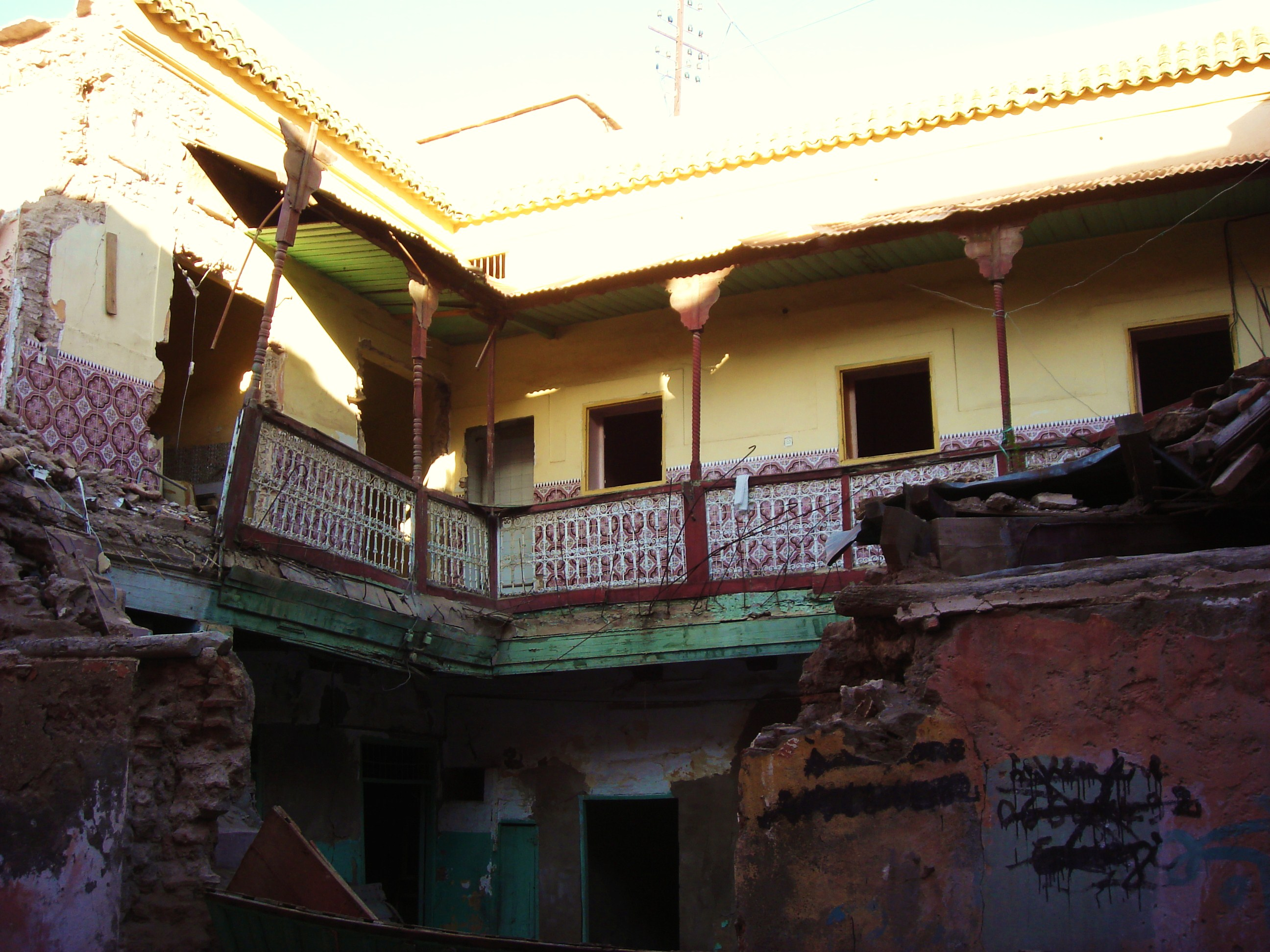
Un riad en Marrakech.

El estilo de estos riads ha cambiado con el paso de los años, pero la forma básica todavía se usa en los diseños actuales. Recientemente ha aumentado el interés en esta clase de residencias con una ola de renovación en ciudades como Marrakech o Esauira, donde muchos de estos edificios, a menudo en mal estado, se han restaurado a su antiguo esplendor como hoteles o restaurantes. Muchas de las propiedades de Marrakech que estaban en mal estado o en ruinas han sido compradas por extranjeros. Este interés de los extranjeros ha traído nuevos desafíos, pero estas inversiones han ayudado a la restauración de la zona declarada Patrimonio de la Humanidad por la Unesco y ha ayudado a revivir muchos de los oficios artesanales que se estaban perdiendo gradualmente antes de esta tendencia. Algunos de los riads restaurados en los distritos de Mouassine y Lakssour ofrecen los mejores ejemplos de restauración, ya que históricamente estas zonas contenían muchos de los grandiosos palacios de la época saadí de Marrakech.